# Acriș
Acriș – wieś w Rumunii, w okręgu Braszów, w gminie Vama Buzăului. W 2011 roku liczyła 1175 mieszkańców.